# The Ice Road
The Ice Road är en amerikansk actionthrillerfilm från 2021 skriven och regisserad av Jonathan Hensleigh. Filmens två huvudroller (Mike McCann och Jim Goldenrod) spelas av Liam Neeson och Laurence Fishburne, medan Benjamin Walker, Amber Midthunder, Marcus Thomas, Holt McCallany, Martin Sensmeier, Matt McCoy och Matt Salinger medverkar i mindre biroller. Detta är Hensleighs första film på över tio år, hans senaste filmuppdrag var i den biografiska kriminalfilmen Kill the Irishman år 2011.
Filmen släpptes för digital premiär på Netflix i USA och Kanada, samt på Amazon Prime Video i Storbritannien, den 25 juni 2021. Den fick blandade recensioner från kritiker. En uppföljare, The Ice Road 2: Road to the Sky, planeras.
Filmen spelades in i Winnipeg från februari 2020. Inspelningen pågick även i Île-des-Chênes och Gimli i Manitoba.

## Handling
När en diamantgruva kollapsar i norra Kanada blir en grupp gruvarbetare i kvar i rasmassorna. Jim Goldenrod måste snabbt hitta lastbilschaufförer som kan transportera räddningsutrustning via farliga isvägar över frusna vatten.

## Rollista
| Liam Neeson        | – Mike McCann            |
| Laurence Fishburne | – Jim Goldenrod          |
| Benjamin Walker    | – Tom Varnay             |
| Amber Midthunder   | – Tantoo                 |
| Marcus Thomas      | – Gurty McCann           |
| Holt McCallany     | – René Lampard           |
| Martin Sensmeier   | – Gruvarbetare Cody      |
| Matt McCoy         | – Generaldirektör Sickle |
| Matt Salinger      | – VD Thomason            |